# GR-86

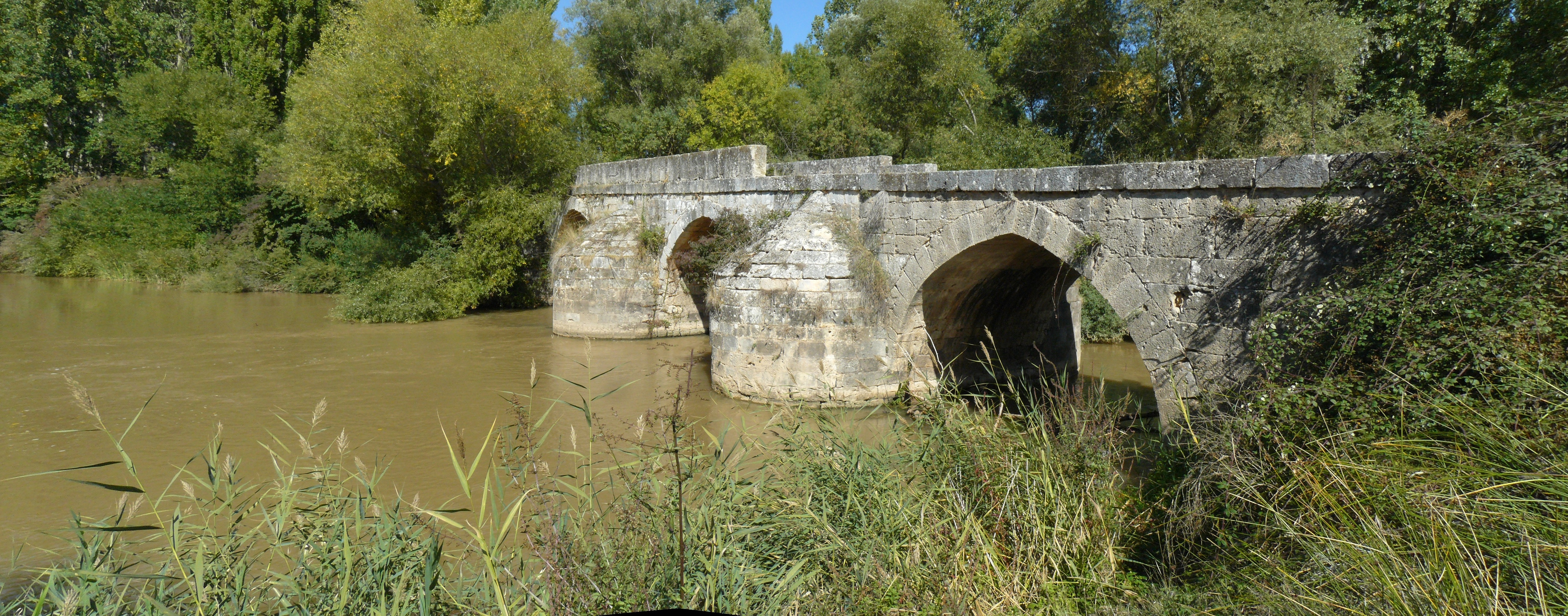
Puente medieval sobre el Duero a las afueras de Andaluz, parte del GR-86.

La GR- 86 es una ruta de Gran Recorrido, también llamada Sendero Ibérico Soriano. Discurre por la Provincia de Soria, desde Ágreda hasta Almazán, en 530 km de recorrido. Presenta 22 etapas de trazado principal y 13 variantes.
Hay dos variantes importantes: GR 86-1, Sierra de Urbión y la GR 86-2, Sierra de Urbión. Conecta o enlaza con las GR-93 (Rioja) y la GR-90 (Zaragoza). En su trazado pasa por las cumbres del Moncayo, el Urbión y el Parque natural del Cañón del Río Lobos.

## Trayecto
1. Tierra de Ágreda.
2. Tierras Altas.
3. El Valle.
4. Pinares-Urbión.
5. Tierras del Burgo de Osma.
6. Sierra de Pela.
7. Pinares Centro.